# Tormantos
Tormantos – gmina w Hiszpanii, w prowincji La Rioja, w La Rioja, o powierzchni 11,07 km². W 2011 roku gmina liczyła 151 mieszkańców.